# Édifice de la justice
L'Édifice de la justice (chinois : 司法大廈 ; pinyin : Sīfǎ Dàxià ; pe̍h-ōe-jī : Su-hoat Tāi-hā) est un bâtiment public du district de Zhongzheng, à Taipei, à Taïwan.
Il abrite plusieurs agences judiciaires de Taïwan, notamment :
- Yuan judiciaire, la Cour constitutionnelle et la Cour suprême de la république de Chine ;
- Haute Cour de Taiwan ;
- Bureau du procureur général de Taïwan ;
- Tribunal des sanctions disciplinaires.

## Histoire
Construit à l'origine comme Haute Cour du gouvernement général de Taiwan (臺灣總督府高等法院, Taiwan Sōtokufu Kōtō Hōin), c'était un bâtiment gouvernemental majeur de l'ère japonaise. Il s'agissait de la plus haute l'institution judiciaire de l'époque, bien qu'elle fût toujours subordonnée au bureau du gouverneur général de Taïwan. Cette Haut Cour détenait l'autorité sur les tribunaux de district et les bureaux du procureur de Taipei et de Taichung. La construction du bâtiment a commencé en 1929 et s'est achevée en 1934.

## Architecture
Le bâtiment a été conçu par l'architecte japonais Ide Kaoru, dont les autres œuvres bien connues comprennent le bâtiment du Yuan exécutif et le Zhongshan Hall à Taipei. À l'origine, il y avait trois étages, auxquels un autre a été ajouté plus tard. Le bâtiment est conçu selon le caractère chinois signifiant « soleil » (日). Conçu selon des lignes minimalistes dans un style éclectique, le bâtiment dispose de deux puits de lumière pour la ventilation et l'éclairage ambiant, ainsi que de portes et fenêtres cintrées.
Ses carreaux muraux extérieurs vert clair servaient à renforcer la défense aérienne. L’une de ses caractéristiques inhabituelles est le toit de la tour centrale. De forme octogonale avec un bord proéminent et une surface ondulée, il est en forme de casque d'une manière qui rappelle la tour de la cloche et du tambour du temple Lungshan de Manka, dans le district de Wanhua. Cette incorporation de formes architecturales taïwanaises locales était un élément du style à toiture impériale, reflétant l'idéologie du gouvernement impérialiste japonais de la sphère de coprospérité de la Grande Asie de l'Est à travers une fusion de caractéristiques architecturales locales.